# Pasternakevia podolica
Pasternakevia podolica Selden & Drygant, 1987 è un artropode chelicerato della famiglia Bunodidae, unica specie del genere Pasternakevia Selden & Drygant, 1987. Visse nel Siluriano superiore (circa 426-424 milioni di anni fa), e i suoi resti fossili sono stati rinvenuti in Ucraina.

## Descrizione
La lunghezza del corpo è di circa 30 mm. Il prosoma è ricoperto da un carapace liscio e semicircolare, con corna genali arrotondate (angoli posterolaterali del carapace). L'opistosoma è composto di dieci segmenti: il primo è una microtergite (per il fatto di essere fortemente ridotto e in genere nascosto sotto il carapace), mentre il secondo è ipertrofico e arcuato; gli ultimi due o tre segmenti sono fusi nel metasoma. Tutte le tergiti eccetto la prima possiedono pleure (estensioni laterali) ben sviluppate. Il telson ha una base ampia; non se ne conoscono la forma e le dimensioni.

## Classificazione
Dapprima ascritto a Synziphosurina, gruppo parafiletico di artropodi chelicerati fossili, Pasternakevia è stato poi considerato un rappresentante alla base dei Chelicerati, nel clade Planaterga. Forme affini erano quelle dei generi Bembicosoma, Bunodes, Cyamocephalus, Limuloides e Pseudoniscus (rimossi dal gruppo Synziphosurina e posti nel clade Planaterga), tutti alla base del clade Dekatriata (comprendente i gruppi Eurypterida, Chasmataspidida e Arachnida).
Pasternakevia podolica venne descritto per la prima volta nel 1987 alla luce di un esemplare incompleto scoperto in Podolia, in Ucraina. Nei pressi della stessa zona sono stati poi rinvenuti esemplari meglio conservati.